# Carol Cairns

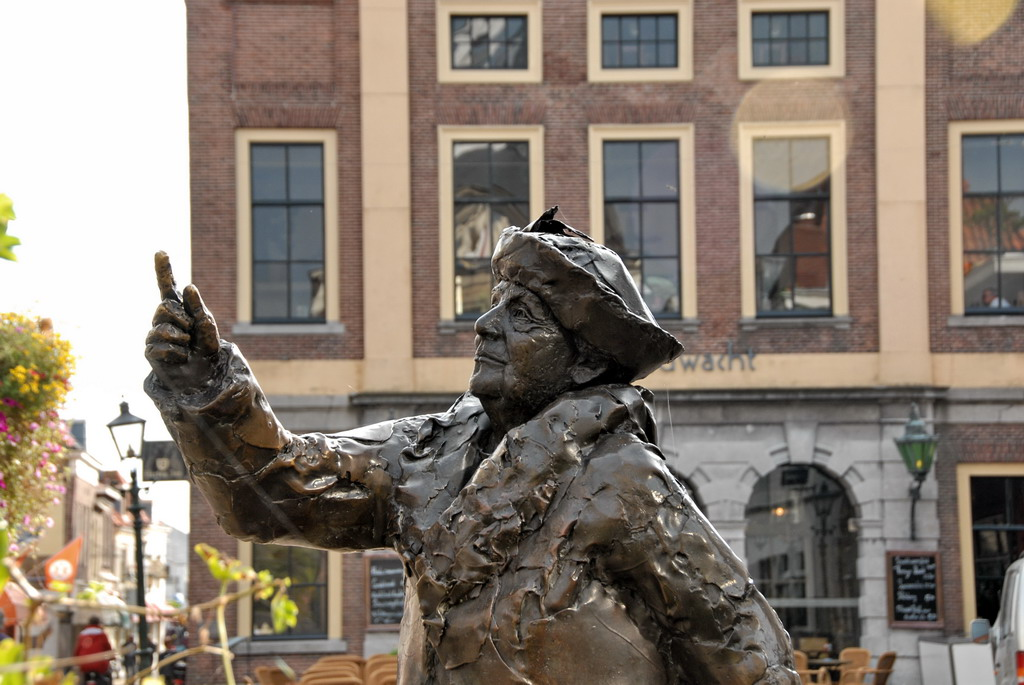
Wilhelmina (1984) in Brielle

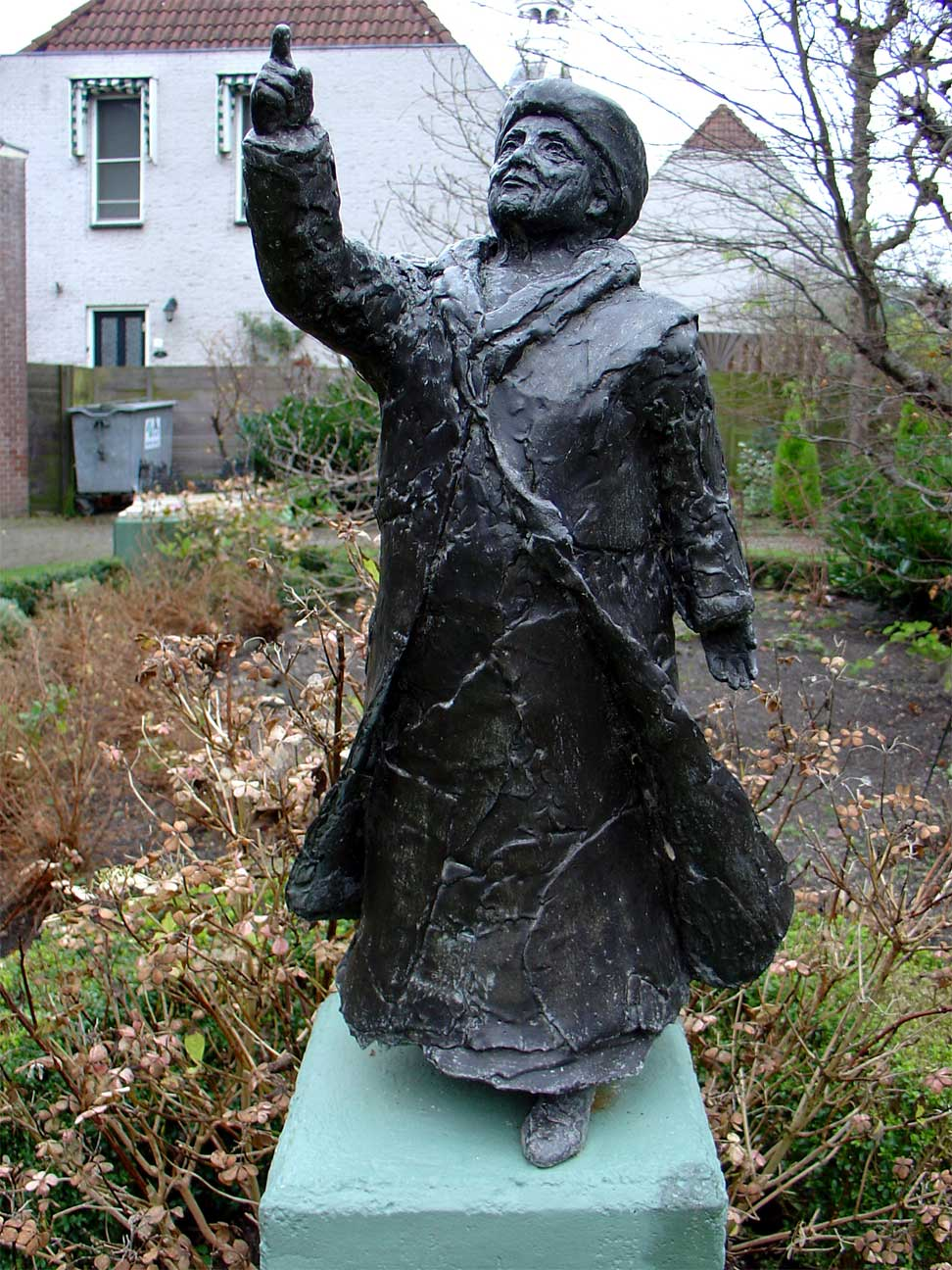
Replica van Wilhelmina in de tuin van het Verzetsmuseum te Gouda

Carol Cairns (23 december 1941, ook Carol van den Boom-Cairns) is een in Ierland geboren Nederlandse beeldhouwster.

## Leven en werk
Cairns werd opgeleid aan kunstacademie van Dublin, waar zij les kreeg van Yann Renard-Goulet. Zij trouwde met een Nederlandse landschapsarchitect en vestigde zich als beeldend kunstenaar in Gouda. Haar werk bevindt zich in de museale collecties van het Verzetsmuseum in Gouda, het Museum voor Religieuze Kunst in Uden en in het Literatuurmuseum in Den Haag.

## Werken (selectie)
- Monument Koningin Wilhelmina, aanvankelijk gemaakt voor een tentoonstelling in het provinciehuis Zuid-Holland te Den Haag en vervolgens als groter formaat in 1984 geplaatst in Brielle (een replica van dit beeld bevindt zich in het Verzetsmuseum Zuid-Holland te Gouda)
- Agatha Christie, Torquay (Engeland)
- Remco Campert, Den Haag